# Zvonice v Pořešicích
Zvonička stojí v katastrálním území Pořešice obce Vysoký Chlumec v okrese Příbram. Je chráněnou kulturní památkou ČR.

## Popis
Zvonička je barokní zděná omítaná stavba postavena na půdorysu čtverce. Má zaoblené rohy profilovanou podstřešní fabionovou římsu. Fasáda je hladká. Vchod s profilovanou zárubní a dvoukřídlými dveřmi je v západní fasádě. Nad dveřmi je výklenek s konchou a štukovou šambránou. Ve vrcholu je drobný klenák. Výklenek je zaslepen. Stejný výklenek je na severní straně. Zvonička je završená stanovou střechou s lucernou, která je ukončena cibulovou stříškou s kovaným křížem. Střecha je krytá šindelem, báň je oplechovaná. Pod korunní římsou na severní straně fasády je štukový letopočet 1704. V lucerně je zavěšen malý zvonek.
U zvonice je kamenný kříž z roku 1932.